# Hermann Avenarius
Hermann Avenarius (* 2. Januar 1938 in Hamm) ist ein deutscher Jurist. Er ist emeritierter Professor für öffentliches Recht und Verwaltungsrecht am Leibniz-Institut für Bildungsforschung und Bildungsinformation in Frankfurt am Main. 

## Leben
Avenarius studierte ab 1959 Rechtswissenschaft, Politikwissenschaft und Geschichte an den Universitäten München, Bonn, Köln und Freiburg und schloss seine Studien 1964 mit dem ersten juristischen Staatsexamen vor dem Oberlandesgericht Hamm ab. Hieran anschließend war er von 1964 bis 1975 zunächst als wissenschaftlicher Mitarbeiter und dann auch als Geschäftsführer am Arnold Bergstraesser Institut in Freiburg im Breisgau tätig. Während dieser Zeit leistete er von 1966 bis 1969 am Oberlandesgericht Freiburg sein Referendariat ab und bestand 1969 das zweite juristische Staatsexamen. Er wurde 1972 an der Universität Freiburg zum Doktor beider Rechte promoviert. 1975 erfolgte die Berufung zum Professor für öffentliches Recht und Verwaltungswissenschaft am Deutschen Institut für Internationale Pädagogische Forschung. Von 1985 bis 1990 war er Mitglied des Beirats der Friedrich-Naumann-Stiftung.
Schwerpunkte seiner wissenschaftlichen Arbeit sind international vergleichende Forschungen auf dem Gebiet des Bildungsrechts und der Bildungsverwaltung sowie Veröffentlichungen zum Schulrecht. Er ist Verfasser der von Hans Heckel begründeten Schulrechtskunde (7. Aufl. 2007).